# Inguma
Inguma (bask. ćma lub zmora) – w mitologii baskijskiej demon (pojedynczy lub przedstawiciel grupy demonów) nienawidzący ludzi bądź też złowrogi Bóg snów. 
Inguma wkradał się do domów w nocy i dusił śpiących mieszkańców, czasem nawet zabijając. Miał też być odpowiedzialny za koszmary senne. Ochroną przed demonem była modllitwa do św. Andrzeja i św. Agnieszki.
Czasami utożsamiano go z demonem Aideko.